# Just One Last Time
Just one Last Time è un brano musicale del DJ e produttore discografico francese David Guetta, estratto come singolo dall'album Nothing but the Beat 2.0. La canzone, pubblicata il 15 novembre 2012, vede la partecipazione del duo svedese Taped Rai o Max Elto.
È stata pubblicata in download digitale il 15 novembre 2012 e resa disponibile in formato CD il 31 dicembre 2012.
Il video musicale prodotto per il singolo è stato diretto dal regista statunitense Colin Tilley ed è stato girato a Los Angeles nell'ottobre 2012.

## Tracce
- Extended Play download digitale

1. "Just one Last Time" (Extended) – 5:41
2. "Just one Last Time" (Hard Rock Sofa Big Room Mix) – 6:41
3. "Just one Last Time" (Tiësto Remix) – 7:06
4. "Just one Last Time" (Hard Rock Sofa Remix) – 6:57
5. "Just one Last Time" (Deniz Koyu Remix) – 6:41

- CD[2]

1. "Just one Last Time" - 3:42
2. "Just one Last Time" (Extended) – 5:41
3. "Just one Last Time" (Hard Rock Sofa Big Room Mix) – 6:41
4. "Giulia ti amo da impazzire" - 27:07:2013

## Classifiche
| Classifica (2012/2013)               | Posizione massima |
| ------------------------------------ | ----------------- |
| Austria                              | 31                |
| Belgio (Fiandre)                     | 52                |
| Belgio (Vallonia)                    | 21                |
| Francia                              | 16                |
| Germania                             | 45                |
| Irlanda - Irish Singles Chart        | 40                |
| Nuova Zelanda                        | 39                |
| Paesi Bassi - Mega Single Top 100    | 100               |
| Regno Unito - Official Singles Chart | 63                |
| Spagna                               | 25                |
| Svizzera                             | 44                |

### Classifiche di fine anno
| Classifica (2013) | Posizione |
| ----------------- | --------- |
| Italia            | 75        |